# هرب گری
هرب گری (انگلیسی: Herb Gray؛ زاده ۲۵ مهٔ ۱۹۳۱ – درگذشته ۲۱ آوریل ۲۰۱۴) وکیل و سیاستمدار اهل کانادا بود. او برای چهار دهه به عنوان عضو پارلمان خدمت کرده‌است. او همچنین به عنوان وزیر کابینه، تحت سه نخست‌وزیر و معاون نخست‌وزیر از سال ۱۹۹۷ تا ۲۰۰۲ خدمت کرده‌است.